# Void-Vacon
 Void-Vacon  es una población y comuna francesa, en la región de Lorena, departamento de Mosa, en el distrito de Commercy. Es el chef-lieu del cantón de Void-Vacon.

## Demografía
| 1283 | 1214 | 1200 | 1457 | 1622 | 1573 |
| Para los censos de 1962 a 1999 la población legal corresponde a la población sin duplicidades (Fuente: INSEE [Consultar]) |      |      |      |      |      |